# Pavel Schenk
Pavel Schenk (Borotín, 1941. június 27. –) olimpiai ezüst- és bronzérmes csehszlovák válogatott cseh röplabdázó.

## Pályafutása
Az 1962-es szovjetunióbeli világbajnokságon és az 1964-es tokiói olimpián ezüstérmes lett a válogatottal. Az 1966-os hazai rendezésű világbajnokságon sikerült megszereznie az aranyérmet az együttessel. Az 1968-as mexikóvárosi olimpián bronzérmes lett a csapattal.

## Sikerei, díjai
- Olimpiai játékok
  - ezüstérmes: 1964, Tokió
  - bronzérmes: 1968, Mexikóváros
- Világbajnokság
  - aranyérmes: 1966, Csehszlovákia
  - ezüstérmes: 1962, Szovjetunió